# Комберг, Борис Валентинович
Бори́с Валенти́нович Ко́мберг (23 августа 1934, Москва — 15 июля 2016) — советский и российский астрофизик, доктор физико-математических наук, заведующий лабораторией теоретического отдела АКЦ ФИАН.

## Биография
Отец, Валентин Львович Комберг (1898—1968), приехал в Москву из Одессы в середине 1920-х и сначала работал на авиационном заводе, а потом — на железнодорожном транспорте. Мать, Любовь Моисеевна Коган (1913—1997), приехала в Москву из села в середине 1930-х и после войны работала на предприятиях общественного питания.
Во время Великой Отечественной войны вместе с родителями оставался в Москве, где окончил в 1949 г. 7 классов средней школы, поступил в Электро-механический техникум Моссовета. После окончания техникума в 1953 г. год работал техником-электриком в Ремстройтресте. С 1954 по 1957 г. служил в рядах Советской Армии в Армении, дослужившись до звания ст. сержанта. После армии год работал электриком на городском электротранспорте. В 1958 году поступил на Физфак МГУ на кафедру «астрономия», на которой читали лекции такие известные учёные как И. С. Шкловский, С. Б. Пикельнер, Б. А. Воронцов-Вельяминов и другие. Дипломную работу писал в ФИАНе у академика В. Л. Гинзбурга на тему «Спиновые поправки к синхротронному излучению».
На Физфаке активно участвовал в комсомольской работе и летних трудовых семестрах- 8 раз был участником Студенческих строительных отрядов, в том числе и на Целине. Руководил группой по установке возле Физфака памятника с именами погибших в ВОВ студентов и преподавателей. В апреле 1964 г. был принят на работу в Институт Прикладной Математики (ИПМ) АН СССР в лабораторию И. Д. Новикова отдела «астрофизика», руководимого академиком Я. Б. Зельдовичем.
В 1968 г. женился, а в 1970 и 1971 гг. у него родились две дочери. Имеет 2-х внуков и 2-х внучек (от 23 до 5 лет) и правнука.
В 1973 г. защитил в ГАИШе кандидатскую диссертацию на тему: «Интерпретация некоторых наблюдательных особенностей квазизвёздных и схожих с ними объектов».(Оппоненты: И. С. Шкловский и Э. А. Дибай.)
С 1966 по 1979 гг. был секретарём Общемосковского Астрофизического Семинара (ОАС), руководил которым Я. Б. Зельдович.
В 1974 г. вместе с лабораторией И. Д. Новикова был переведён в Институт Космических Исследований (ИКИ) АН СССР. В 1980 г. сектор Новикова в ИКИ перевели из отдела Зельдовича в отдел Шкловского, который через 5 лет после его смерти (в 1985 г.) в полном составе перешёл из ИКИ в Физический Институт им. П. Н. Лебедева, образовав одно из Отделений ФИАНа — Астро-Космический Центр (АКЦ ФИАН), возглавляемый академиком Н. С. Кардашёвым.
После защиты в 1990 г. докторской диссертации на тему: «Эволюционная связь квазаров с активными ядрами в галактиках» (оппоненты: Ю. Н. Парийский, Ю. Н. Ефремов, В. Г. Горбацкий) работал в АКЦ ФИАН в должности зав. лаборатории по настоящее время.
Начиная с учёбы в университете, писал стихи. В 1999 году вышла книга его стихов (под псевдонимом Б. Комов): «Я вышел в жизнь с запасом доброты».
Похоронен в Москве на Новом Донском кладбище, участок 4 , родственное захоронение.

## Научные интересы
За период с 1964 по 2011 г. им опубликовано (в основном, в русскоязычной литературе) около 200 работ (частично вместе с соавторами) как в научных журналах, так и в популярных, а также в разных энциклопедиях и трудах семинаров и конференций (как в России, так и за рубежом). Большинство работ и обзоров посвящено изучению природы процессов в активных объектах разных масс — от звёздных до галактических — и имеют интерпретационную направленность. Им был высказан ряд оригинальных гипотез и сделаны предсказания, некоторые из которых были впоследствии подтверждены наблюдениями. Например, в 1967 г. была высказана гипотеза о возможной двойственности ядер в квазарах. В 1971 г. предложен метод для оценки времени жизни квазаров, а в 1984 г. высказана гипотеза о существовании нескольких их популяций. Было предсказана возможность существования истинных пар и групп квазаров (1981 г.), а в его работах с соавторами 1994 и 96 гг. такие далёкие группы были найдены. В работе 2002 г. была предложена новая модель для объяснения свойств источников космических Гамма-всплесков, а в работе 2009 г.- модель для объяснения необычно больших размеров некоторых радиогалактик, которые, возможно, являются старыми долгоживущими квазарами. В 1989 г. им было предсказано, что далёкие радиогалактики должны иметь крутые спектры, и это было позднее подтверждено. В работе 1976 г. (совместно с Г. С. Бисноватым-Коганом) быстрое вращение миллисекундных пульсаров объяснялось за счёт их «раскрутки» перетекающим с близкого компаньона веществом. В 1999 г. предложена модель «перикидного рубильника» для объяснения односторонних выбросов из ядер галактик, а в 2003 г.была высказана идея, что разнообразие типов активных ядер в галактиках можно объяснить просто их нахождением в разных состояниях, как это наблюдается в активных звёздных системах типа «микроквазаров».
В настоящее время его научные интересы связаны с изучением активности маломассивных ядер в спиральных галактиках поздних типов с центральными «псевдобалджами» и с проблемами разного рода анизотропий в галактиках и их системах, вплоть до очень больших масштабов.